# Draaiorgel de Zeventiger

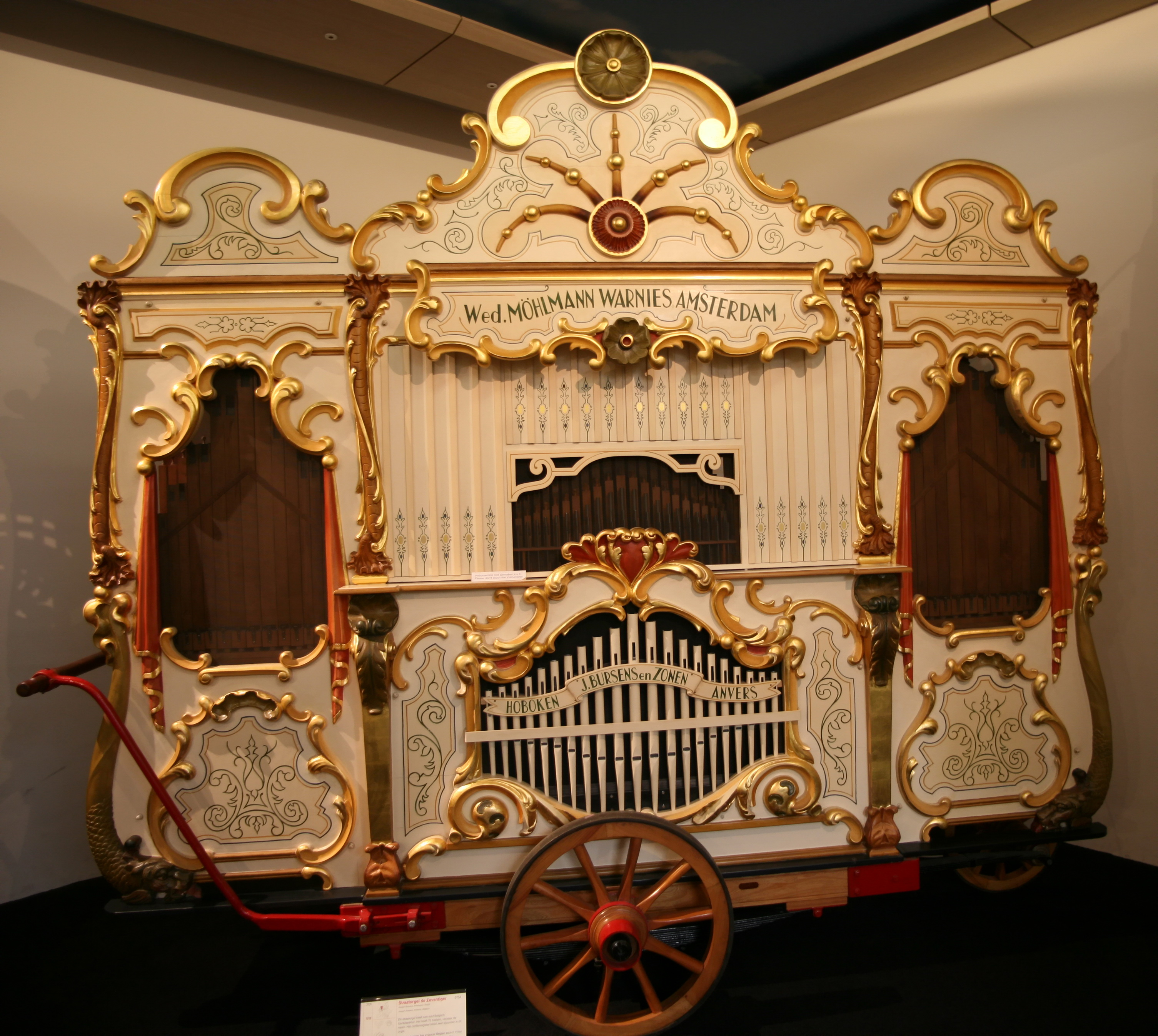
Draaiorgel de Zeventiger in een van de zalen van Museum Speelklok

Draaiorgel de Zeventiger is een Nederlands straatorgel dat omstreeks 1910 werd gebouwd. Het orgel telt 70 toetsen.

## Levensloop
Dit oorspronkelijke Gaspariniorgel werd omstreeks 1910 gebouwd. Na een verbouwing in 1918 door Bursens uit Antwerpen, werd het orgel verkocht aan Louis Holvoet uit Rotterdam.
In 1950 werd het carillon-register vervangen door een bourdon-céleste en werd de flûte-harmonique verwijderd. Omstreeks 1956 hebben de jongens van Kentie uit Utrecht het orgel een tijd gehad en vanaf 1957 liep Jaap Zwaan ermee in IJmuiden. Later werd het eigendom van de familie De Boer.

## Museum van Speelklok tot Pierement
In de jaren 80 toen de familie De Boer het orgel verkocht aan het Nationaal Museum van Speelklok tot Pierement, verkeerde het in slechte staat van onderhoud. Bij een grote restauratie tussen 1989 en 1993 werd o.a. het in 1950 verwijderde carillonregister weer teruggeplaatst in het orgel. Het front werd bij de restauratie zo veel mogelijk teruggebracht in de oorspronkelijke staat van 1910-1918.

## Bron
- Boek: Glorieuze orgeldagen, F. Wieffering, 1965, blz. 127-128.